# Sånger för december
Sånger för december, släppt 22 november 2006, och är ett julalbum av Uno Svenningsson och Irma Schultz med gäster. Julsångerna på albumet är nyskrivna och nyöversatta originalsånger, men inga som är traditionella julsånger i Sverige.

## Låtlista
Namnen som står inom parentes är namnen på de som låten framförs av
1. Sånger för december - Intro
2. När julen rullar över världen    (Uno Svenningsson)
3. Jag tror det blir snö i natt    (Irma Schultz)
4. Ängel    (Uno Svenningsson & Irma Schultz)
5. Första snön är alltid vitast    (Uno Svenningsson)
6. Så underbart!    (Uno Svenningsson)
7. Ett hus är inget hem    (Uno Svenningsson & Irma Schultz)
8. Blank is    (Irma Schultz)
9. Vår stad    (Kristoffer Jonzon & Irma Schultz)
10. Årets sista dag    (Uno Svenningsson & Irma Schultz)
11. Tungan emot stolpen    (Wille Crafoord)
12. Ett fotografi    (Uno Svenningsson)
13. TV-mannen    (Uno Svenningsson)
14. På nakna fötter    (Irma Schultz)
15. Sånger för december / En frälsare är född - Outro  (Bob Hansson)

## Listplaceringar
| Lista (2006) | Topplacering |
| ------------ | ------------ |
| Sverige      | 16           |